# Climats
Pour les articles homonymes, voir Climat (homonymie).
Climats est le cinquième roman d'André Maurois, paru en 1928 chez les éditions Grasset. Racontant l'histoire de deux mariages rendus malheureux par l'incapacité des époux à se comprendre, cet ouvrage est considéré comme l'un de ses chefs-d'œuvre.

## Résumé
La première partie du roman, présentée sous la forme d'une lettre de Philippe Marcenat, fils de grands bourgeois du Limousin, à Isabelle de Cheverny, raconte les débuts et l'échec de son premier mariage avec la fantasque et ravissante Odile Malet, qu'il a épousée malgré l'opposition de ses parents. Très vite, en raison de l'incapacité de Philippe a comprendre et à partager les enthousiasmes de son épouse, leur union est un échec ; celui-ci finit d'ailleurs par entretenir brièvement une liaison avec Misa, la meilleure amie de sa femme. Le couple finit par divorcer, restant néanmoins en bon terme jusqu'au suicide d'Odile quelque temps plus tard.
La seconde partie de l'histoire est quant à elle rapportée par Isabelle de Cheverny : elle y raconte sa rencontre avec Philippe, plus âgé qu'elle, par l'intermédiaire de son amie Renée, cousine et presque fiancée aux yeux de la famille Marcenat de ce dernier. Pourtant, celui-ci choisit de se rapprocher d'Isabelle, qu'il finit par épouser malgré son caractère bien plus morne que celui d'Odile. Dès lors, une inversion s'opère : Philippe, incapable auparavant de comprendre l'ennui et les reproches d'Odile, se révèle de plus en plus ennuyé et malheureux au contact de sa nouvelle épouse. Malgré une réconciliation entre les deux époux permise par leur installation dans le Limousin, Philippe finira par mourir subitement d'une pneumonie, dans les bras de sa mère et de sa femme. Le roman s'achève sur cette triste réflexion d'Isabelle :

« Je crois, si j'avais pu te garder, que j'aurais su te rendre heureux. Mais nos destinées et nos volontés jouent presque toujours à contre-temps. »

## Historique
En comparant la rédaction de Climats avec celles de L'Instinct du bonheur ou du Cercle de famille, André Maurois émet le jugement suivant :

« Climats eut une histoire plus compliquée et fut réécrit trois fois. Dans la première version, c'était la confession d'un homme qui se croit mourant et réunit quelques amis pour s'accuser devant eux de ses erreurs sentimentales. Dans la seconde, c'était encore une confession d'homme, mais écrite pour lui-même. Enfin, dans la troisième, une partie du récit fut retournée et devint la confession d'une femme parce que le héros, sympathique tant qu'il disait : « J'aime et ne suis pas aimé », devenait, me semblait-il, fat et odieux, lorsqu'il répétait : « Je suis aimé. »

— André Maurois, Préface du deuxième volume de ses œuvres complètes, Fayard, 1950.

## Éditions

### Éditions francophones
- André Maurois, Climats, Grasset, Paris, 1928, 287 p.[2]
- André Maurois, Climats, avec vingt-quatre gouaches de Jean Hugo, Société d'édition Le Livre, Paris, 1929, 311 p.[3]
- André Maurois, Climats, illustrations de Gérard Cochet, Ferenczi et fils, Paris, 1932, 215 p.[4]
- André Maurois, Climats, Nelson, Paris, 1937, 285 p.[5]
- André Maurois, Climats, Flammarion, Paris, 1938, 79 p.[6]
- André Maurois, Climats, Calmann-Lévy, coll. « Collection Pourpre », Paris, 1939, 252 p.[7]
- André Maurois, Climats, Hachette, Buenos Aires, 1945, 283 p.[8]
- André Maurois, Climats, Union bibliophile de France, Paris, 1947, 259 p.[9]
- André Maurois, Climats, lithographies en couleurs de Louis Touchagues, Deux-Rives, Paris, 1947, 332 p.[10]
- André Maurois, Climats, illustrations de Ackerman, J. Ferenczi et fils, Paris, 1947, 128 p.[11]
- André Maurois, Œuvres complètes : Climats - Le Cercle de famille - L'Instinct du bonheur, t.  II, bois de Louis Jou, Fayard, Paris, 1950, 278 p.[12]
- André Maurois, Climats, Le Club français du livre, Paris, 1951, 222 p.[13]
- André Maurois, Climats, Grasset, Paris, 1952, 291 p.[14]
- André Maurois, Climats, frontispices de Jean-Marie Granier, La Fenêtre ouverte, Paris, 1954, 241 p.[15]
- André Maurois, Climats, Calmann-Lévy, coll. « Collection Pourpre », Paris, 1955, 252 p.[16]
- André Maurois, Climats, aquarelles d'André Dignimont, Le Livre club du libraire, Paris, 1958, 288 p.[17]
- André Maurois, Romans, avec trente-deux aquarelles de René Génis, Jean Terles, Candido Portinari, Jean-Pierre Péraro et Michel Thompson, Gallimard, Paris, 1961, 1136 p.[18]
- André Maurois, Climats, Hachette, Paris, 1963, 255 p.[19]
- André Maurois, Climats, suivi du dossier de l'ouvrage par Matthieu Galey, Grasset, Paris, 1965, 335 p.[20]
- André Maurois, Œuvres choisies : Climats, t. I, illustrations de Aimé Daniel Steinlen et préface de François Mauriac et Jules Romains, Pierre de Tartas, Paris, 1965, 255 p.[21]
- André Maurois, Climats, étude et notes de Richard Arbelot, Le Livre de poche, Paris, 1966, 320 p.[22]
- André Maurois, Climats, Rombaldi, coll. « Bibliothèque du Club de la femme », Paris, 1967, 255 p.[23]
- André Maurois, Ni ange, ni bête ; Bernard Quesnay ; Climats, Éditions Rencontre, Lausanne, 1969, 555 p.[24]
- André Maurois, Climats : extraits, avec des notes de Jean Thoraval, Bordas, Paris, 1970, 192 p.[25]
- André Maurois, Climats, France loisirs, Paris, 1973, 286 p.[26]
- André Maurois, Climats - Bernard Quesnay - Dix nouvelles, introduction de Robert Kanters et illustrations de Philippe Poncet de La Grave, Édito-service, Genève, coll. « Les chefs-d'œuvre de André Maurois », 1976, 521 p.[27]
- André Maurois, Climats, France loisirs, Paris, 1978, 286 p.[28]
- André Maurois, Climats, préface d'André Chevrillon et frontispice de Françoise Muller, Famot, Genève, 1978, 268 p.[29]
- André Maurois, Climats, Librairie générale française, Paris, 1983, 253 p.[30]
- André Maurois, Climats, France loisirs, Paris, 2006, 284 p.[31]

### Traductions
- André Maurois, Whatever Gods May Be, traduction anglaise de Joseph Collins, Cassell, London, 1931.
- André Maurois, Atmosferen, traduction hollandaise de Salomine Johanna Gerarda Premsela-den Boer, Uitgeverij Het Spectrum, Utrecht, 1955, 224 p.[32]
- André Maurois, Wandlungen der Liebe, traduction allemande de Karl Stransky, P. List, München, 1955, 200 p.[33]
- André Maurois, Klimaty, traduction polonaise de Przełożył Wacław Rogowicz, Państwowy Instytut wydawniczy, Warszawa, 1957, 232 p.[34]
- André Maurois, Odoblja v ljubezni, traduction croate de Filip Kalan, Založba Obzorja, Maribor, 1963, 235 p.[35]

## Adaptations
- Climats (1962), film de Stellio Lorenzi avec Marina Vlady, Jean-Pierre Marielle, Emmanuelle Riva, Alexandra Stewart et Michel Piccoli.
- Climats (2012), téléfilm de Caroline Huppert.